# 恋人まで1%
『恋人まで1%』(原題: That Awkward Moment、オーストラリア・インドネシア・ニュージーランドでは Are We Officially Dating?)は、2014年公開のアメリカのロマンチック・コメディ映画。トム・ゴーミカンの監督デビュー作。主役はザック・エフロン、マイルズ・テラー、マイケル・B・ジョーダン、イモージェン・プーツ、マッケンジー・デイヴィス、ジェシカ・ルーカス。2014年1月27日にロサンゼルスで初公開され、1月31日に全米でも公開された。

## 概要
『恋人まで1%』は、What If It Barks Film が発展したもので、原題は Are We Officially Dating?。オーストラリア、ニュージーランド、インドネシアではこのタイトルで公開された。脚本は、映画化されていない脚本の2010年のザ・ブラックリストでコメディ映画脚本のトップのひとつとなった。2013年9月に映画のタイトルを That Awkward Moment に変更した。
ザック・エフロンは2012年8月に最初の出演者として発表され、またこの作品は2012年12月のニューヨークから始まることも発表された。マイルズ・テラーは2012年10月に、続いてイモージェン・プーツとマイケル・B・ジョーダンは11月に出演が決定した。

## ストーリー
ジェイソン（ザック・エフロン）はニューヨーク市のベンチに座って人を待っている。彼は視聴者に向け、全ての関係に置いてより真剣な関係になることを求める時「それで...」と語られ始めると話しながら、物語が幕を開ける。
ジェイソンは親友ダニエル（マイルズ・テラー）と出版社で本の表紙のデザインをしている。ふたりの友人マイキー（マイケル・B・ジョーダン）は医者で、大学の終わりにヴェラ（ジェシカ・ルーカス）と結婚したが、ヴェラにいきなり離婚を告げられてしまう。マイキーを元気づけるため3人はバーへ行き、独身でいることの素晴らしさを祝う。そこで友人のチェルシー（マッケンジー・デイヴィス）と合流し、マイキーの気分を紛らわせようとする。マイキーは眼鏡をかけた女性（ケイト・シムズ）と出会う。一方、ジェイソンはエリー（イモージェン・プーツ）と出会い、彼女に酒を買ってあげようとした男性をからかったことで、意気投合する。マイキーは彼女の電話番号を入手したものの、妻との問題を解決するために電話をかけないと決める。ジェイソンはエリーと一夜を共にしたが、彼女が売春婦と思われる証拠を見つけてしまい、アパートから逃げ出してしまう。
翌日、ジェイソンとダニエルは新しい著者の本の表紙をデザインするのだが、その著者がなんと昨夜の情事の相手エリーだった。ジェイソンは事情を説明し、ふたりは定期的に会うようになる。一方でダニエルは友人のチェルシーに惹かれ始め、体の関係を持つようになる。マイキーは疎遠になっていた妻と会い、ふたりの結婚生活がうまくいかなかったのはマイキーが能天気すぎたからだと告げられるが、キスをして病院で一夜を共にし、再び気持ちに火がついてしまう。3人は以前に交わした独身でいようという誓いのためにそれぞれの女性関係を秘密にする。しかし、これらの秘密は感謝祭の日に明らかになってしまう。いつもなら感謝祭は3人で一緒にいるが、それぞれの都合で別々に過ごすことになる。ジェイソンは最近亡くなったエリーの父親の葬儀に出席することになり、マイキーは感謝祭の特別な夕食を妻と共にし、ダニエルは交友関係にある人を誰でも招待する伝統的な感謝祭のパーティーに参加することになった。
ジェイソンはエリーと親密な関係を築きたくなく、最終的に葬儀には参列せず、ふたりの関係も終わってしまう。マイキーは食事の間妻と話し合い、彼女がマイキーのことを全く愛せないことを認める。ジェイソンとマイキーは、ダニエルとチェルシーの参加するパーティー会場へ向かうが、そこでダニエルが2人にチェルシーと付き合っていることを否定してしまい、ダニエルとチェルシーの関係も終ってしまう。3人はそれぞれの女性との関係を秘密にしていたことで口論するが結局は友人関係を修復する。
マイキーは最初にバーで出会った眼鏡をかけた女性に連絡し、デートの約束をする。ダニエルはタクシーとの衝突事故の後、見舞いに来たチェルシーと病院で再会し、和解の末結ばれる。ジェイソンはというと、2ヶ月経った今でもエリーのことが好きであるにもかかわらず、仲直りできていなかった。マイキーとダニエルはジェイソンに、週に1度の読書会でエリーに気持ちを伝えるように助言する。しかし惜しくも3人が到着してすぐに読書会は終わってしまったため、ジェイソンはエリーと話す機会を見つけられなかった。それでもジェイソンは諦めず、即興で作った本を読んで初めて出会ったときのこと、グラマシーパークで会ってやり直したいことを伝えようと決心する。
映画冒頭、ジェイソンはグラマシーパークでエリーを待っている。エリーが来てジェイソンと共にベンチに座り、ジェイソンは雑談を次のように始める。「それで…」。

## キャスト
| 役名       | キャスト                 | 日本語吹替 | キャラクター紹介 |
| ---------- | ------------------------ | ---------- | --- |
| ジェイソン | ザック・エフロン         | 森田成一   | 主人公。本のデザイナー。恋愛観で女の子とは付き合わず、肉体関係だけなどの気軽な関係を良しとしている。                                                   |
| エリー     | イモージェン・プーツ     | 石塚さより | ヒロイン。出版社に勤めている。ジェイソンとはバーで知り合いその日にうちに関係を持ってしまう。                                                           |
| ダニエル   | マイルズ・テラー         | 小田敏充   | ジェイソンの同僚であり親友。ジェイソン同様、女性に対して軽い。友人のチェルシーと付き合うようになるが、その事をジェイソンやマイキーに言い出せずにいる。 |
| マイキー   | マイケル・B・ジョーダン  | 河合みのる | 医者。ジェイソン、ダニエルの親友だが、彼らほど女の子との気軽な関係のノリを好んではいない。                                                             |
| チェルシー | マッケンジー・デイヴィス | 丸山有香   | 3人の友人。よく一緒にバーに行きダニエルのナンパを手伝っている。実家が金持ち。                                                                          |
| ヴェラ     | ジェシカ・ルーカス       |            | マイキーの元妻。別れた後にマイキーの元に戻ってくるなど、マイキーを揺さぶる。                                                                           |
| アラーナ   | アディソン・ティムリン   | 和優希     | ジェイソンと都合の良い時に会う、体だけの相手。 |

## 備考
主演のザック・エフロンはこの作品で、MTVムービー・アワード2014のシャツ無し演技賞を獲得している。